# Brandbilen som försvann (film)
Pour plus de détails, voir Fiche technique et Distribution.
Brandbilen som försvann est un thriller suédois réalisé par Hajo Gies et sorti en 1993.
Il s'agit d'une adaptation du roman policier suédois La Voiture de pompiers disparue (Brandbilen som försvann) de Maj Sjöwall et Per Wahlöö.

## Distribution
- Gösta Ekman – Martin Beck
- Kjell Bergqvist – Lennart Kollberg
- Rolf Lassgård – Gunvald Larsson
- Niklas Hjulström – Benny Skacke
- Bernt Ström – Einar Rönn
- Torgny Anderberg – Evald Hammar
- Per-Gunnar Hylén – Kristiansson
- Birger Österberg – Kvant
- Agneta Ekmanner – Greta Hjelm
- Ing-Marie Carlsson – Gun Kollberg
- Tova Magnusson-Norling – Putte Beck
- Gunvor Pontén – fru Olofsson
- Ulla Akselson – Stoiweilers granne
- Anita Ekström – Inga Beck, Martins hustru
- Holger Kunkel – Stoiweiler
- Rolf Jenner – Max Karlsson
- Maria Heiskanen – Carla Berggren